# Mosquée Omar Ali Saifuddin
La mosquée Omar Ali Saifuddin est une mosquée située à Bandar Seri Begawan, capitale du sultanat de Brunei. Achevée en 1958, elle porte le nom d'Omar Ali Saifuddien III, 28e sultan de Brunei.

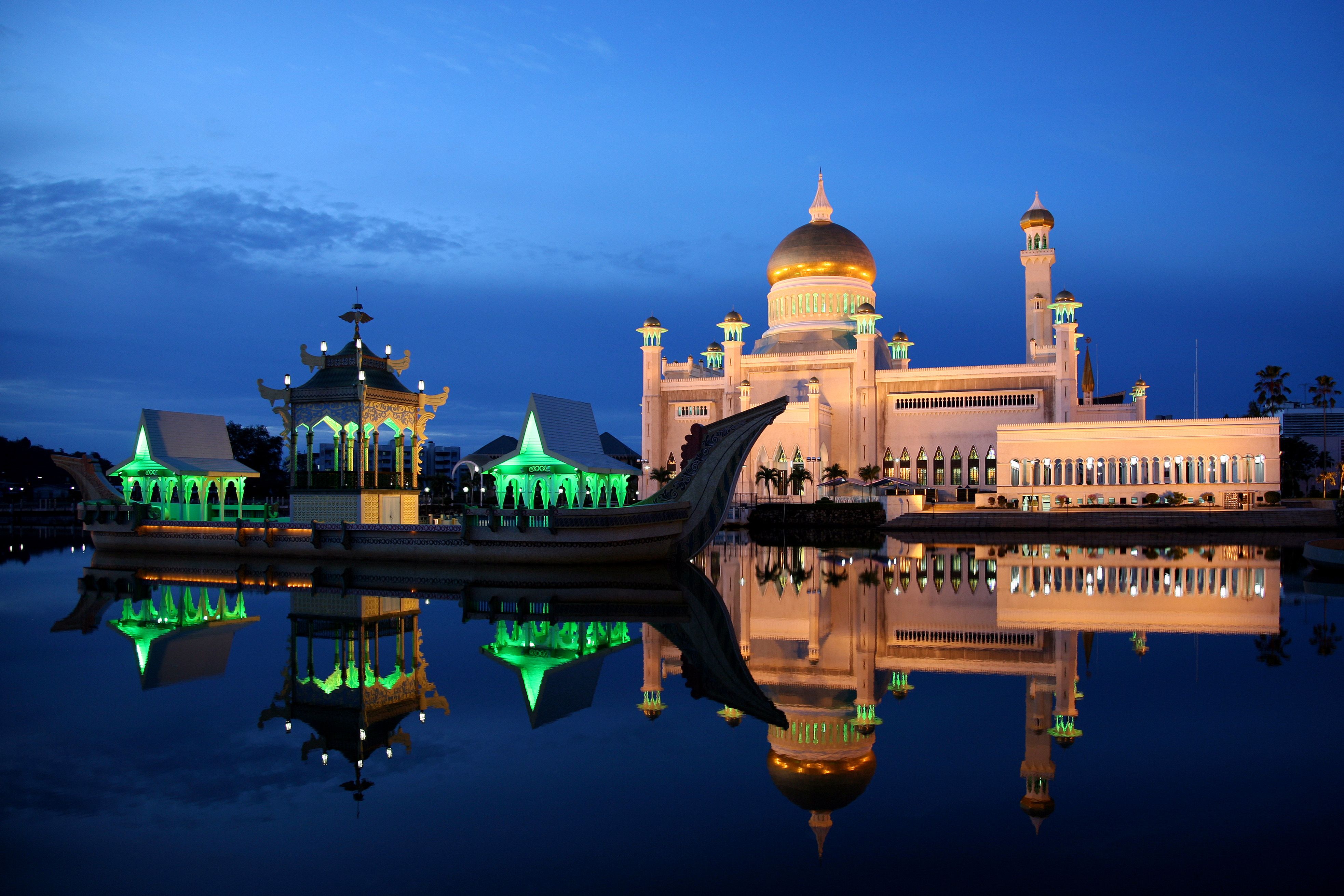
Mosquée de nuit.